# グバドル県
グバドル県（アゼルバイジャン語: Qubadlı rayonu）はアゼルバイジャンの地区である。1989年の最後のソビエト国勢調査によると、人口は28,110人。
アゼルバイジャンによる奪還：2020年ナゴルノ・カラバフ紛争に関連して、アゼルバイジャンのイリハム・アリエフ大統領は、2020年10月25日にアゼルバイジャン軍が町を奪還したと発表した。その後、アゼルバイジャン軍の町への駐留を裏付ける動画が公開され、第三者機関によって検証された。
日付のないアゼルバイジャンのデータによると、人口は34,100人。

## 人口統計
1979年の時点で合計26,673人。
- アゼルバイジャン人 99.5％（26,537）

- アルメニア人 0.1％（26）
- ロシア人 0.2％（45）

1989年の時点で合計28,110人。

## 地理
北から時計回りに
- ラチン県
- ホジャヴェンド県（英語版）
- ジャブライル県（英語版）
- ザンギラン県（英語版）
- アルメニア シュニク地方

に接する。